# Liste der Schiedsrichter des Jahres (Italien)
Die Auszeichnung Schiedsrichter des Jahres der Serie A ist ein seit 1997 jährlich von der Associazione Italiana Calciatori vergebener Preis für den besten Schiedsrichter der Serie A im abgelaufenen Kalenderjahr. Die Auszeichnung war von 1997 bis 2010 ein Teil der sogenannten Oscar del Calcio. Seit 2011 gehörte die Auszeichnung zu der jährlichen Verleihung Gran Galà del Calcio.

## Liste der Sieger
| Jahr                 | Schiedsrichter        |                  |
| Oscar del Calcio     | Oscar del Calcio      | Oscar del Calcio |
| -------------------- | --------------------- | ---------------- |
| 1997                 | Pierluigi Collina     | [ 1 ]            |
| 1998                 | Pierluigi Collina (2) | [ 1 ]            |
| 1999                 | Stefano Braschi       | [ 1 ]            |
| 2000                 | Pierluigi Collina (3) | [ 1 ]            |
| 2001                 | Stefano Braschi (2)   | [ 1 ]            |
| 2002                 | Pierluigi Collina (4) | [ 1 ]            |
| 2003                 | Pierluigi Collina (5) | [ 1 ]            |
| 2004                 | Pierluigi Collina (6) | [ 1 ]            |
| 2005                 | Pierluigi Collina (7) | [ 1 ]            |
| 2006                 | Roberto Rosetti       | [ 1 ]            |
| 2007                 | Roberto Rosetti (2)   | [ 1 ]            |
| 2008                 | Roberto Rosetti (3)   | [ 1 ]            |
| 2009                 | Roberto Rosetti (4)   | [ 1 ]            |
| 2010                 | Emidio Morganti       | [ 1 ]            |
| Gran Galà del Calcio |                       |                  |
| 2011                 | Nicola Rizzoli        | [ 2 ]            |
| 2012                 | Nicola Rizzoli (2)    | [ 3 ]            |
| 2013                 | Nicola Rizzoli (3)    | [ 4 ]            |
| 2014                 | Nicola Rizzoli (4)    | [ 5 ]            |
| 2015                 | Nicola Rizzoli (5)    | [ 6 ]            |
| 2016                 | Nicola Rizzoli (6)    | [ 7 ]            |
| 2017                 | Nicola Rizzoli (7)    | [ 8 ]            |
| 2018                 | Gianluca Rocchi       | [ 9 ]            |
| 2019                 | Gianluca Rocchi (2)   | [ 10 ]           |
| 2020                 | Daniele Orsato        | [ 11 ]           |
| 2021                 | Daniele Orsato (2)    | [ 12 ]           |
| 2022                 | Daniele Orsato (3)    | [ 13 ]           |
| 2023                 | Daniele Orsato (4)    | [ 14 ]           |
| 2024                 | Daniele Orsato (5)    | [ 15 ]           |